# Federico Balmas
Federico Balmas (Prarostino, 31 januari 1878 – Montana, 27 januari 1934) was een Italiaanse predikant van de Waldenzische Kerk en later van de Vrije Evangelische Kerk in Genève. Hij is vooral bekend vanwege zijn invloed op koningin Wilhelmina der Nederlanden in de periode 1912–1913.

## Biografie

### Opleiding en vroege loopbaan
Balmas werd geboren in Prarostino, nabij Turijn. Na zijn opleiding aan de theologische school van de Waldenzische Kerk werd hij in 1904 bevestigd als predikant. Hij diende vervolgens gemeenten in Rodoretto (1904–1906), Sampierdarena (1906–1913), Turijn (1914–1916) en Perrero-Maniglia (1916–1919).
In 1919 verliet Balmas de Waldenzische Kerk en werd predikant van de Vrije Evangelische Kerk in Carouge, nabij Genève, waar hij tot zijn dood in 1934 werkzaam bleef.

### Contact met koningin Wilhelmina
In 1912 en 1913 bezocht Balmas Nederland als vertegenwoordiger van de Waldenzische Kerk, tijdens jaarlijkse collectereizen. In de Waalse kerk in Den Haag preekte hij in aanwezigheid van koningin Wilhelmina.
Wilhelmina nodigde Balmas uit voor persoonlijke ontmoetingen op Paleis Noordeinde en Paleis Het Loo. Tijdens deze gesprekken besprak zij haar verlangen om het Nederlandse volk dichter bij God te brengen. Balmas' prediking en pastorale gesprekken hadden invloed op Wilhelmina's geestelijke ontwikkeling, zoals zij later beschreef in haar autobiografie Eenzaam maar niet alleen.

### Overlijden
Balmas overleed op 27 januari 1934 in Montana, Zwitserland, kort voor zijn 56e verjaardag.

## Invloed en nalatenschap
Balmas werd gekenmerkt door zijn nadruk op persoonlijke vroomheid, sociale betrokkenheid en praktische toepassing van het christelijk geloof. Zijn ontmoetingen met koningin Wilhelmina worden in historisch onderzoek genoemd als betekenisvol voor haar geestelijke groei in het begin van de twintigste eeuw.
- Nederlandse Thesaurus van Auteursnamen: 273440195
- Virtual International Authority File: 288524190